# Batilly (Orne)
Batilly ist eine Commune déléguée in der französischen Gemeinde Écouché-les-Vallées mit 136 Einwohnern (Stand: 1. Januar 2022) im Département Orne in der Region Normandie. Die Einwohner werden Batillais genannt.
Mit Wirkung vom 1. Januar 2016 wurden die Gemeinden Batilly, La Courbe, Écouché, Loucé, Saint-Ouen-sur-Maire und Serans zu einer Commune nouvelle mit dem Namen Écouché-les-Vallées zusammengeschlossen. Die Gemeinde Batilly gehörte zum Arrondissement Argentan und zum Kanton Magny-le-Désert.

## Geographie
Batilly liegt an der Orne. 

## Bevölkerungsentwicklung
| Jahr                       | 1962 | 1968 | 1975 | 1982 | 1990 | 1999 | 2006 | 2013 |
| Einwohner                  | 178  | 162  | 141  | 120  | 131  | 150  | 169  | 161  |
| Quellen: Cassini und INSEE |      |      |      |      |      |      |      |      |

## Sehenswürdigkeiten
- Kirche Saint-Martin aus dem 19. Jahrhundert
- Kapelle Saint-Roch aus dem 17. Jahrhundert in der Ortschaft Mesnil-Glaise
- Kapelle von Treize-Saints
- Schloss Menil-Glaise